# Henry Golden Dearth

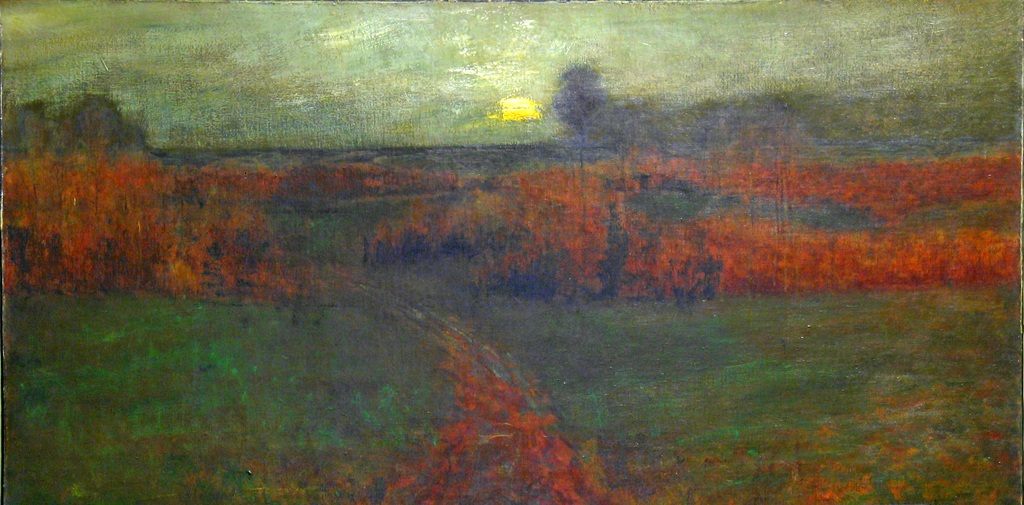
Evening Glow, 1889

Henry Golden Dearth (* 22. April 1864 in Bristol, Rhode Island; † 27. März 1918 in New York City) war ein US-amerikanischer Maler, der für seine Landschafts- und Stilllebenmalerei bekannt ist.

## Leben

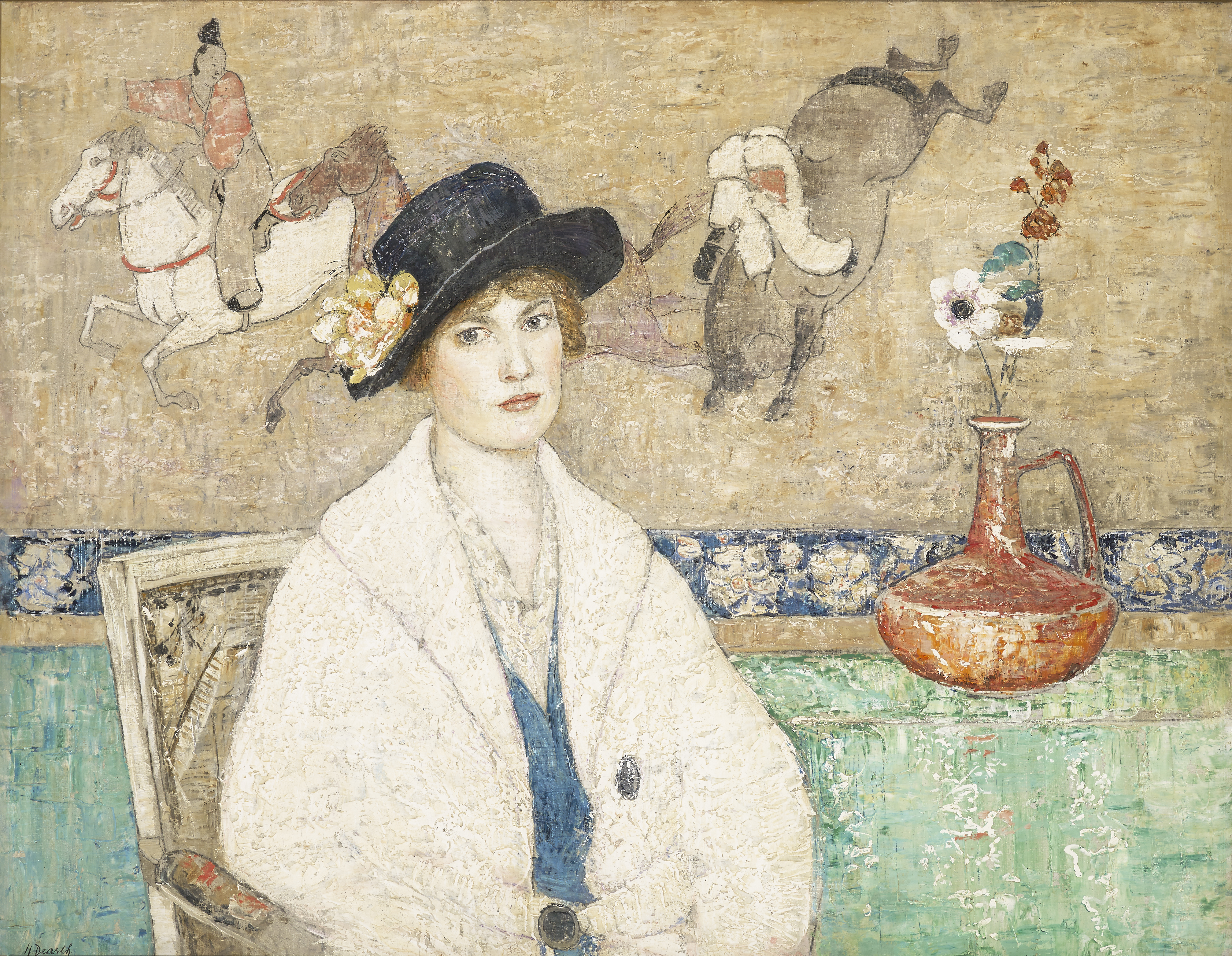
The Black Hat (Miss Dorothy Hart), 1916. Indianapolis Museum of Art.

Henry Golden Dearth wurde als jüngstes von fünf Kindern von John Willis und Ruth Marshall Dearth geboren. Sein Vater war im Walfang tätig und diente im Bürgerkrieg als Artillerieoffizier. Als er 15 Jahre alt war, zog die Familie nach Waterbury, Connecticut, wo Dearth zunächst bei Brown & Brothers und später bei der Waterbury Clock Company arbeitete. Seine Leidenschaft für die Kunst führte ihn schließlich nach Paris, wo er an der École des Beaux-Arts bei Ernest Hébert und Aimé Morot studierte.
1888 kehrte Henry Golden Dearth in die USA zurück und stellte erstmals Landschaftsbilder an der National Academy of Design aus. 1893 erhielt er den Webb Prize für Künstler unter 40 Jahren. 1902 eröffnete er ein Atelier in New York City und verbrachte die Sommermonate häufig in Montreuil-sur-Mer in der Normandie, wo er ein Haus und ein Atelier besaß. Am 26. Februar 1896 heiratete er Cornelia Van Rensselaer Vail, mit der er eine Tochter namens Nina Van Rensselaer Dearth hatte.
Henry Golden Dearth wurde 1888 Mitglied der Society of American Artists und 1906 zum Vollmitglied der National Academy of Design ernannt. Er gewann mehrere Preise, darunter:
- 1893: Webb-Preis der Society of American Artists
- 1900: Bronzemedaille auf der Exposition Universelle in Paris
- 1901: Silbermedaille auf der Pan-American Exposition in Buffalo
- 1907: Silbermedaille auf einer Ausstellung in Buenos Aires

Zudem war er Mitglied des Fencers Club, des Lotos Club und der Century Association.

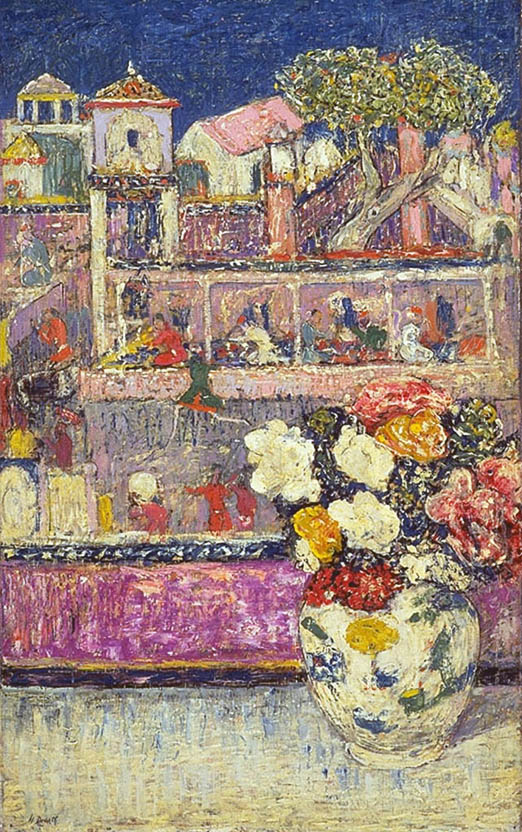
Begonias. Smithsonian American Art Museum

Henry Golden Dearth verstarb am 27. März 1918 in seinem Haus in New York City an einem Herzinfarkt. Posthum wurden seine Werke in mehreren Gedenkausstellungen in den USA gezeigt.
Seine Gemälde befinden sich in renommierten Museen, darunter:
- Detroit Institute of Arts: In the Gloaming (1889)
- National Gallery of Art, Washington: Flecks of Foam (1911–1912)
- Cleveland Museum of Art: The Stubble Field (1890er Jahre)
- Smithsonian American Art Museum: An Old Church at Montreuil (1906–1907)
- Brooklyn Museum: Dreamland

## Werk
Henry Golden Dearth’ künstlerische Laufbahn lässt sich in zwei Phasen unterteilen:
1. Frühe Phase (vor 1912): Beeinflusst von der American Barbizon School malte Henry Golden  stimmungsvolle Landschaften mit gedämpfter Farbpalette und Betonung der Atmosphäre. Seine Motive fand er häufig in der Normandie, vor allem in Boulogne und Montreuil-sur-Mer.
2. Spätwerk (ab 1912): Inspiriert von Adolphe Monticelli ändert Dearth seinen Stil und wendet sich Stillleben und Figurenkompositionen zu. Er verwendet kräftigere Farben und eine pastose Malweise.
Besonders bekannt sind seine Darstellungen von Felsen in der Bretagne. In seinen späten Werken integrierte er häufig Objekte aus seiner Sammlung gotischer, Renaissance- und orientalischer Kunst.